# Лейк-Баррінгтон (Іллінойс)
Лейк-Баррінгтон (англ. Lake Barrington) — селище (англ. village) в США, в окрузі Лейк штату Іллінойс. Населення — 5100 осіб (2020).

## Географія
Лейк-Баррінгтон розташований за координатами 42°12′37″ пн. ш. 88°10′10″ зх. д. / 42.21028° пн. ш. 88.16944° зх. д. (42.210237, -88.169491).  За даними Бюро перепису населення США в 2010 році селище мало площу 15,98 км², з яких 15,18 км² — суходіл та 0,80 км² — водойми.

## Демографія
Згідно з переписом 2010 року, у селищі мешкали 4973 особи в 2252 домогосподарствах у складі 1451 родини. Густота населення становила 311 особа/км².  Було 2436 помешкань (152/км²).
Расовий склад населення:
| - 95,7 % — білих - 2,5 % — азіатів - 0,7 % — чорних або афроамериканців - 0,1 % — корінних американців |

До двох чи більше рас належало 0,9 %. Частка іспаномовних становила 2,3 % від усіх жителів.
За віковим діапазоном населення розподілялося таким чином: 18,5 % — особи молодші 18 років, 52,0 % — особи у віці 18—64 років, 29,5 % — особи у віці 65 років та старші. Медіана віку мешканця становила 53,6 року. На 100 осіб жіночої статі у селищі припадало 89,0 чоловіків;  на 100 жінок у віці від 18 років та старших — 85,0 чоловіків також старших 18 років.
Середній дохід на одне домашнє господарство  становив 137 742 долари США (медіана — 90 938), а середній дохід на одну сім'ю — 172 219 доларів (медіана — 121 067). Медіана доходів становила 109 125 доларів для чоловіків та 46 979 доларів для жінок. За межею бідності перебувало 5,0 % осіб, у тому числі 3,4 % дітей у віці до 18 років та 5,6 % осіб у віці 65 років та старших.
Цивільне працевлаштоване населення становило 2282 особи. Основні галузі зайнятості: освіта, охорона здоров'я та соціальна допомога — 20,2 %, науковці, спеціалісти, менеджери — 18,1 %, фінанси, страхування та нерухомість — 17,7 %.